# 三(二甲氨基)甲烷
三(二甲氨基)甲烷是一种有机化合物，化学式为C7H19N3，或写为(Me2N)3CH，其中Me为甲基。它是一种强碱，可用作二(二甲氨基)卡宾（(Me2N)2C∶）的前体。它可由TMF-Cl和LiNMe2反应制得：
它和硒在二甲苯中反应，可以得到四甲基硒脲：